# Ludaya
Ludaya, auch lusweje, lutaya, ist eine der wenigen in Afrika vorkommenden Querflöten und wird von den Bagisu im Osten Ugandas zur Unterhaltung gespielt. Die aus einem Pflanzenstängel gefertigte Flöte besitzt keine Fingerlöcher. Der Spieler erzeugt einige Töne der Naturtonreihe durch Überblasen und zwei Grundtöne, indem er das ferne Ende des Spielrohrs mit dem Zeigefinger verschließt oder öffnet.

## Verbreitung
In Ostafrika sind nur wenige Ausnahmen von seitlich geblasenen Flöten in isolierten Gebieten bekannt, in deren Umgebung sich häufiger Längsflöten finden. Zumindest ein Teil der afrikanischen Querflöten scheint erst ab dem Ende des 19. Jahrhunderts als Imitation der von außerhalb des Kontinents eingeführten Flöten entwickelt worden zu sein. Seitlich angeblasene Tierhörner wie die amakondere haben eine längere Tradition in Uganda und anderswo in Schwarzafrika. Die Bagwere im Osten Ugandas spielten seitlich angeblasene Tierhörner und Naturtrompeten aus Kalebassen (vergleichbar mit der waza an der sudanesisch-äthiopischen Grenze) im selben Orchester. 1950 nahm Hugh Tracey bei den Basoga im Süden Ugandas ein Ensemble mit acht seitlich angeblasenen Kalebassenhörnern (magwala) zusammen mit Trommeln auf. Bei manchen Trompeten ist die Anblasposition nicht eindeutig als gerade oder seitlich festzulegen. Der Einsatz von Quer- oder Längsflöten beruht entsprechend auf keiner funktionellen Unterscheidung.
In Uganda erklingen Trompeten, Flöten und Kesseltrommeln gemeinsam in einem Orchester, wobei das Zusammenspiel von Trompeten und Kesseltrommeln im überwiegend christlichen Uganda als Übernahme der mit der Ausbreitung des Islam von Nordafrika bis über die Sahelzone hinaus nach Süden vorgedrungenen zeremoniellen Hoforchester betrachtet wird, zu dem etwa bei den Hausa die Langtrompete kakaki gehört. Im Tschad treten beispielsweise neben Ensembles mit langen, den waza ähnlichen Kalebassentrompeten zeremonielle mehrstimmige Ensembles aus endgeblasenen Rinderhörnern und Flöten auf: bei den Toupouri die Kerbflöte mandan mit vier Fingerlöchern aus einem Hirsestängel und drei unterschiedlich lange Kalebassentrompeten (oumkara mit Mirliton, lange matigéon und mittelgroße mangari). Es gibt allgemein gewisse Übereinstimmungen zwischen den Insignien des Kabakas von Buganda und denen der muslimischen Herrscher. In Buganda gehörte zu den Orchestern, die innerhalb des Kabaka-Palastes (lubiri) unabhängig voneinander auftraten, unter anderem das Flöten-Ensemble (abalere ba Kabaka) mit sechs Flöten (endere) unterschiedlicher Größe und vier Trommeln, das Xylophon-Ensemble (entamiivu ba Kabaka) mit mehreren Holmxylophonen und die solistisch gespielte Bogenharfe ennanga.
Eine besondere Flöte, die im Trompetenorchester mehrerer ugandischer Königshäuser mitwirkte, ist die nshegu (nseegu). Das Wort bedeutet „Flöte“ oder „Hornpfeife“. Sie sieht wie eine Rohrflöte aus, besteht jedoch aus zwei übereinander gelegten hölzernen Halbschalen und klingt wie ein Rohrblattinstrument. Andere endgeblasene Flöten in Uganda sind neben der Schilfrohrflöte endere (ndere) die emubanda, die Blockflöte olweto der Acholi (einst aus Holz, heute auch Metall oder Kunststoff), die konische Holzflöte iseengo (isengo) und die im Land weit verbreitete omukuli. Die Iteso in Uganda und im angrenzenden Kenia spielen die 30 Zentimeter lange auleru (awuleru) mit vier Fingerlöchern, bei der sie über eine V-förmige Kerbe am oberen Rand blasen.
Die Kuria am Ostufer des Victoriasees spielen aus Schilfgras oder Bambus bestehende Varianten der Querflöte ibirongwe, die 1970 von John Varnum beschrieben wurde (dort ausführlicher zur Verbreitung der afrikanischen Querflöten). Die Bambusquerflöte mlanzi (mulanzi) der Gogo in Zentraltansania gelangte möglicherweise im 19. Jahrhundert mit Handelskarawanen von der arabisch beeinflussten Swahili-Kultur an der ostafrikanischen Küste ins Landesinnere. Für die chivoti, die von den Digo und mit ihnen verwandten Ethnien an der südkenianischen Küste gespielt wird, hält Roger Blench eine Herkunft aus Indien für möglich, weil sie mit der indischen Bambusquerflöte bansuri (bansi) Gemeinsamkeiten aufweist. Ebenfalls importiert wurde nach Hugh Tracey die 38 Zentimeter lange quibocolo mit sechs Fingerlöchern im Kongo, von der er 1934 Tonaufzeichnungen anfertigte. Ferner nahm Percival Robson Kirby, der in den 1930er Jahren die Musikinstrumente im südlichen Afrika untersuchte, für die dortigen Flöten einen europäischen Ursprung an. Peter Cooke hält es für möglich, dass die ludaya eine vereinfachte Imitation einer europäischen Piccoloflöte ist, die mit katholischen Missionaren ab den 1880er Jahren nach Uganda gekommen sein könnte.

## Bauform

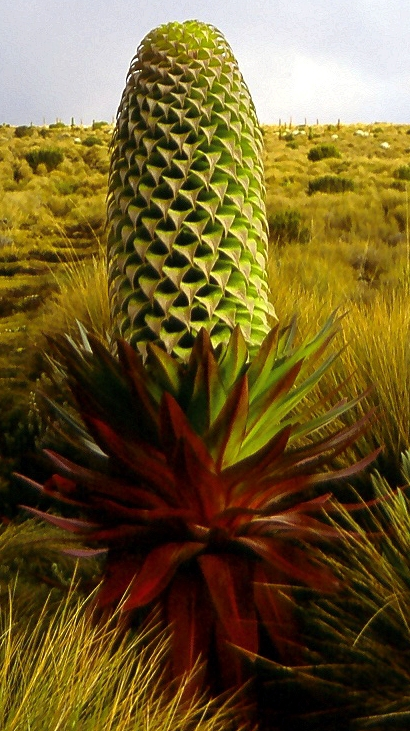
Lobelia deckenii. Der Stängel des Blütenstandes ist das Ausgangsmaterial für die Flöte.

Die ludaya der Bagisu ist die einzige Querflöte Ugandas. Sie wird aus dem getrockneten Blütenstängel einer Lobelienart (Lobelia deckenii, Lokalsprache litaya) hergestellt, die in den höher gelegenen Bergwäldern Ostafrikas vorkommt. Neben den Bagisu verwenden auch andere Ethnien die geraden, bis zu 1,5 Meter hoch wachsenden Stängel, die zur Herstellung von Flöten ideal sind. In Ruanda fertigen Hirten die Längsflöte umwirongi falls verfügbar aus dem Stängel einer anderen Lobelienart (Lobelia gibberoa HEMS, lokaler Name intomvu). Wenn der Blütenstand von seinen rosettenförmigen Blüten befreit ist, verbleibt eine gerade dünnwandige und leicht konische Röhre. Um die richtige Länge abzumessen, hält der Musiker den Stängel in der vorgesehenen Spielposition. Abgeschnitten wird er an der Stelle, die der Spieler mit dem Zeigefinger seiner ausgestreckte rechten Hand gerade noch erreichen kann. Am nahen Ende mit dem größeren Durchmesser wird 4–5 Zentimeter vom Rand ein rechteckiges Anblasloch ausgeschnitten, das bei einem untersuchten Instrument längs 1,8 und quer 1,3 Zentimeter maß. Diese Flöte war 88,4 Zentimeter lang bei einem Innendurchmesser von 1,9 Zentimetern am nahen Ende und 1,2 Zentimetern am fernen Ende. Die Wandstärke nahm von knapp zwei Millimetern am stärkeren bis zu einem Millimeter am schwächeren Ende ab. Mit dem eingeschnittenen Anblasloch ist die Flöte spielbereit. Fingerlöcher gibt es nicht und die beiden Enden bleiben offen. Nachteilig ist, dass die Röhre eine geringe mechanische Stabilität besitzt und leicht von tierischen Schädlingen angegriffen wird.

## Spielweise
Der Spieler hält die Flöte waagrecht mit beiden Händen. Mit dem Zeigefinger der linken Hand umgreift er die Röhre am Rand neben dem Anblasloch, während er mit dem linken Daumen das Rohrende verschließt. Das ferne Ende hält er von unten mit der ausgestreckten rechten Hand, sodass er beim Spiel mit dem rechten Zeigefinger das ferne Rohrende verschließen und öffnen kann. Dadurch ergeben sich zwei Grundtöne und durch Überblasen eine Reihe harmonischer Obertöne. 
Bei der untersuchten Flöte ergab die Messung der Tonhöhe bei geöffnetem unterem Ende etwa: g (nicht verwendet) – g♯1 – d♯2 – g♯2 – h♯2 – d♯3 oder d3. Das Anblasen der am fernen Ende geschlossenen Flöte ergab: G (nicht verwendet) – d♯1 – h♯1 – c♯2 – a♯2 – c♯3 – e3. Bei anderen kürzeren Flöten zeigten die Messungen ähnliche Tonintervalle, wobei die obersten Töne jeweils schwierig hervorzubringen sind. Aus der Zusammenstellung beider Tonreihen ergeben sich mehr als fünf Töne pro Oktave. Hierdurch unterscheidet sich die Musik der ludaya von den pentatonischen Xylophonorchestern am Buganda-Herrscherhof und von der Musik der nilotischen Völker in Uganda.
Die ludaya wird üblicherweise nur von Männern und zur Unterhaltung gespielt. Eine Ausnahme für eine zeremonielle Verwendung waren Beschneidungen, bei denen im Norden des Bagisu-Siedlungsgebiets eine Flöte zusammen mit mehreren Trommeln und Glocken zum Einsatz kommt. Die Flötenmelodie steht dabei stellvertretend für einen gesungenen Text, mit dem der Proband ermuntert werden soll, sich tapfer zu verhalten. An die Stelle der für diesen Zweck vermutlich früher verwendeten ludayas sind heute penny whistles getreten.
Häufig erklang die ludaya bei Festen, bei denen Getreidebier (pombe) getrunken wird. Eine vergleichbare Funktion haben die ein- oder zweisaitige Röhrenspießgeige siilili der Bagisu (entsprechend der endingidi der Baganda) und die siebensaitige Leier litungu (liduku). Die Spieler aller Melodieinstrumente binden sich Glocken (bitsetse, bizeze) um die Waden, mit denen sie für einen konstanten Taktschlag sorgen. Hinzu kommt ein weiterer Musiker, der mit einer Gefäßrassel (isaasi) einen Rhythmus zwischen den Grundschlägen beisteuert. Ferner spielten früher Hirtenjungen die ludaya, wie weithin Flöten als Hirteninstrument fungieren.